# Browningia viridis
Browningia viridis (Rauh & Backeb.) F.Buxb., es una especie fanerógama perteneciente a la familia de las cactáceas. Es endémica del Perú en el valle del Río Apurímac, en las regiones de Ayacucho y Apurímac. Actualmente es considerado un sinónimo de Browningia hertlingiana.

## Descripción
Es un cacto  arbolado  columnar, de hasta 10 m de altura con 18  o más costillas y 10 a 20 espinas de hasta 7 cm de largo. Las flores son de color blanco de 5 cm de diámetro.

## Taxonomía
Browningia viridis fue descrita por (Rauh & Backeb.) F.Buxb. y publicado en Kakteen 4: 6, en el año 1965.
Etimología
Blossfeldia: nombre genérico que fue nombrado en honor de Webster E. Browning (1869-1942), exdirector del Instituto Inglés de Santiago de Chile.
viridis: epíteto latino que significa "de color verde".
Sinonimia
- Azureocereus viridis[5][6][7]